# Anuridella submarina
Anuridella submarina is een springstaartensoort uit de familie van de Neanuridae. De wetenschappelijke naam van de soort is voor het eerst geldig gepubliceerd in 1934 door Bagnall.